# Neobisium dalmatinum
Espèce
Synonymes
- Neobisium dalmatinum aberrans Beier, 1938

Neobisium dalmatinum est une espèce de pseudoscorpions de la famille des Neobisiidae.

## Distribution
Cette espèce est endémique de Croatie. Elle se rencontre en Dalmatie dans des grottes.

## Description
Les mâles mesurent de 3,79 à 3,99 mm. Ce pseudoscorpion est anophtalme.

## Étymologie
Son nom d'espèce lui a été donné en référence au lieu de sa découverte, la Dalmatie.

## Publication originale
- Beier, 1938 : Vorläufige Mitteilung über neue Höhlenpseudoscorpione der Balkanhalbinsel. Studien aus dem Gebiete der Allgemeinen Karstforschung, der Wissenschaftlichen Höhlenkunde, der Eiszeitforschung und den Nachbargebieten, vol. 3, p. 5-8.